# Гнатченко, Сергей Леонидович
Гнатченко Сергей Леонидович (20 марта 1947, Купянск, Харьковская область, УССР — 10 марта 2020, Харьков, Украина) — советский, украинский физик, доктор физико-математических наук, профессор, академик НАН Украины, лауреат Государственной премии Украины в области науки и техники, Заслуженный деятель науки и техники Украины, Почётный доктор Харьковского национального университета имени В. Н. Каразина, награждён Орденом «За заслуги» 3-й степени, директор Физико-технического института низких температур имени Б. И. Веркина НАН Украины (2007—2020).

## Биография
Сергей Леонидович Гнатченко родился 20 марта 1947 года в городе Купянск Харьковской области. В 1965 году закончил с золотой медалью среднюю школу № 6 города Купянск и поступил на физико-технический факультет Харьковского государственного университета.
После окончания университета в 1971 году был направлен на работу в Физико-технический институт низких температур АН УССР. В 1978 году получил учёную степень кандидата физико-математических наук. Научный руководитель В. В. Ерёменко. Тема кандидатской диссертации — «Индуцированные магнитным полем спин-ориентационные фазовые переходы в редкоземельных ферритах-гранатах: магнитооптические и визуальные исследования». В 1992 году защитил диссертацию «Магнитонеоднородные состояния, образующиеся при фазовых переходах в многоподрешеточных магнетиках» на соискание ученой степени доктора физико-математических наук. В 1998 году ему было присвоено звание профессора. В 2000 году был избран член-корреспондентом, а в 2012 году — академиком НАН Украины, Отделение физики и астрономии.
В 2004 году с соавторами стал лауреатом Государственной премии Украины в области науки и техники за цикл забот «Новые оптические и магнитооптические явления в антиферромагнетиках».
С 2017 по 2020 год — главный редактор международного журнала «Физика низких температур» («Low Temperature Physics»). В 1995—1998 годах был заведующим отделом магнетизма ФТИНТ имени Б. И. Веркина НАН Украины. С 1998 до 2007 года — заместитель директора, а с 2007 до 2020 года — директор ФТИНТ. По совместительству работал профессором кафедры низких температур ХНУ им. В. Н. Каразина, был научным консультантом филиала кафедры физики низких температур во ФТИНТ НАН Украины. Был председателем ученого совета и специализированного совета по защите докторских диссертаций при ФТИНТ, председателем Научного совета НАН Украины «Физика низких температур и криогенная техника» при Отделении физики и астрономии НАН Украины, членом ученого совета Международной лаборатории сильных магнитных полей и низких температур (Вроцлав, Польша), членом украинского физического общества. На протяжении многих лет сотрудничал с лабораториями России, Польши, США, Франции, Нидерландов, Австрии, Германии. Принимал участие в ряде международных проектов (NANO, INTAS, STCU, Volkswagen и др.).
С. Л. Гнатченко ушёл из жизни 10 марта 2020 года.

## Научная деятельность
Основным направлением научной деятельности С. Л. Гнатченко было исследование магнитооптическими методами низкотемпературных магнитных фазовых переходов и свойств доменных структур, образующихся при этих переходах в магнитных диэлектриках.
С. Л. Гнатченко — представитель школы экспериментальной физики низких температур, сформировавшейся под руководством основателя ФТИНТ и его первого директора Б. И. Веркина. Автор и соавтор более 140 научных работ. К наиболее важным результатам, полученным С. Л. Гнатченко, относятся следующие:
- Обнаружение новых низкотемпературных свойств термодинамически равновесных двухфазных структур, образующихся в магнитоупорядоченных кристаллах при магнитных фазовых переходах.
- Обнаружение и идентификация сложной неоднородной магнитной структуры, которая возникает в неелевских кубических ферримагнетиках в сильных магнитных полях при переходе в неколлинеарное состояние.
- Обнаружение фотоиндуцированных оптических и магнитных свойств магнитоконцентрированных кристаллов, в состав которых входят ян-теллеровские ионы переходных элементов группы железа.
- Обнаружение влияния света на фазовый переход диэлектрик-металл в материалах с колоссальным магнитосопротивлением; экспериментальное подтверждение существование ферромагнитных кластеров, размеры и количество которых зависят от освещения образца.
- Наблюдение образования неколлинеарных магнитных структур под влиянием магнитного поля в антиферромагнитных купратах, которые могут переходить в сверхпроводящее состояние.

Полученные С. Л. Гначенко результаты имеют практическое значение: например, фоторефракционный эффект, обнаруженный в марганец-германиевом гранате, был применен для голографической записи.
С. Л. Гнатченко имеет индекс Хирша 18 по данным Google Scholar.
Под руководством С. Л. Гнатченко защищено 5 кандидатских диссертаций.

## Избранные публикации
Наиболее известными и широко цитируемыми научными работами С. Л. Гнатченко являются следующие публикации:
1. Н. Ф. Харченко, С. Л. Гнатченко. Линейный магнитооптический эффект и визуальное наблюдение антиферромагнитных доменов в орторомбическом кристалле DyFeO3 // ФНТ. — 1981. — Т. 7, № 4. — С. 475—493.
2. С. Л. Гнатченко, А. Б. Чижик, Н. Ф. Харченко. Образование фронта перехода АФМ-СФМ в DyFeO3 в поле потери устойчивости АФМ-фазы // Письма в ЖЭТФ. — 1990. — Т. 51, № 5. — С. 282—285.
3. S.L. Gnatchenko, A.B. Chizhik, D.N. Merenkov, V.V. Eremenko, H. Szymczak, R. Szymczak, K. Fronc, P. Granberg, P. Isberg, E.B. Svedberg, B. Hjorvarsson. Magnetic field-induced spin reorientation in gadolinium surface layer of Gd/Fe multilayers (англ.) // Magnetizm and Magnetic Materials. — 1998. — Vol. 186. — P. 403—405. — doi:10.1016/S0304-8853(98)00059-6.
4. M. Baran, S.L. Gnatchenko, O. Yu. Gorbenko, A.R. Kaul, R. Szymczak, H. Szymczak. Light-induced antiferromagnetic-ferromagnetic phase transition in Pr0.6La0.1Ca0.3MnO3 thin films (англ.) // Phys. Rev. B. — 1999. — Vol. 60. — P. 9244. — doi:10.1103/PhysRevB.60.9244.
5. A.B. Chizhik, S.L. Gnatchenko, M. Baran, K. Fronc, R. Szymczak, R. Zuberek. Spontaneous and field-induced magnetic configurations in a Fe/Si/Fe trilayer with ferromagnetic interlayer exchange (англ.) // Journal of Physics: Condensed Matter. — 2002. — Vol. 14. — P. 8969. — doi:10.1088/0953-8984/14/39/306.
6. P. Millet, B. Bastide, V. Pashchenko, S. Gnatchenko, V. Gapon, Y. Ksari, A. Stepanov. Syntheses, crystal structures and magnetic properties of francisite compounds Cu3Bi(SeO3)2O2X (X= Cl, Br and I) (англ.) // Journal of Materials Chemistry. — 2001. — Vol. 11. — P. 1152—1157. — doi:10.1039/B007920K.
7. V.P. Gnezdilov, K.V. Lamonova, Yu. G. Pashkevich, P. Lemmens, H. Berger, F. Bussy, S.L. Gnatchenko. Magnetoelectricity in the ferrimagnetic Cu2O SeO3: symmetry analysis and Raman scattering study (англ.) // Low Temperature Physics. — 2010. — Vol. 36. — P. 550—557. — doi:10.1063/1.3455808.

## Награды
Премия АН СССР и Польской Академии Наук (1987). Государственная премия Украины в области науки и техники (2004). Орден «За заслуги» ІІІ степени (2008). Заслуженный деятель науки и техники Украины (2018). Почетный доктор Харьковского национального университета имени В. Н. Каразина (2014). Грамота Верховной Рады Украины (2007). Почетная грамота Кабинета министров Украины (2010).